# Pastor ovejero australiano
El pastor ovejero australiano (en inglés: Australian Shepherd y popularmente Aussie) es una raza de perro de pastoreo que se desarrolló en el norte de España, en Asturias, el País Vasco y Navarra, y que los emigrantes llevaron a Australia buscando mejor suerte en ese país, y de ahí a Estados Unidos.
Estos perros aumentaron rápidamente su popularidad con el auge del oeste después de la Segunda Guerra Mundial. Se hicieron conocidos para el público general a través de los rodeos y espectáculos de caballos.
Durante décadas los perros de pastor australianos han sido valorados por los ganaderos debido a su versatilidad inherente y formación. Mientras continúan trabajando como stockdogs y compiten en los ensayos de pastoreo, la raza se ha ganado el reconocimiento en otros papeles debido a su capacidad de entrenamiento y a su afán de complacer, y son muy respetados por sus habilidades en la obediencia.
Como todas las razas de trabajo, el pastor australiano tiene mucha energía y dinamismo. Generalmente, necesita un trabajo que hacer. A menudo destaca en deportes caninos, como agility, el flyball y el frisbee. También son de gran éxito en cuanto a búsqueda y rescate, como perros de detección, perros guía, perros de servicio y perros de terapia, así como también animales de compañía.

## Características

### Porte
El aspecto general de la casta es muy variable dependiendo de la insistencia de la línea en particular. Como en muchas castas de trabajo que también se muestran en el anillo, hay diferencias de opinión entre los criadores del aspecto ideal del pastor australiano. La raza puede dividirse en dos líneas distintas: perros de trabajo y perros de belleza. Los perros de trabajo tienden a tener menor pelaje y pueden tener más pequeña la estructura ósea, mientras que en los criados de acuerdo con el estándar de la raza, las líneas tienden a tener un pelaje más completo y más negro, y una estructura ósea más pesada.

### Tamaño
El pastor australiano es una raza de tamaño medio, de construcción sólida. La norma exige que el pastor australiano mida 18-23 pulgadas a la cruz. Las hembras se sitúan entre 18-21 pulgadas de medida (entre 46-53 cm) y los machos entre 21-23 pulgadas (entre 51-58 cm).
Siendo el peso para el macho lo más normal entre 25 y 32 kg, y para la hembra entre 16 y 25 kg. Todo en función de la línea y la constitución ósea.

### Color

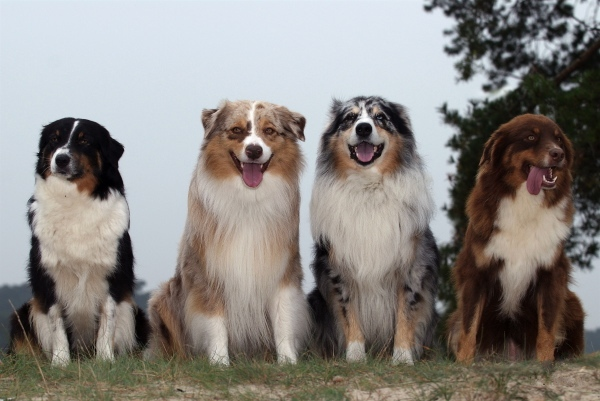
Variación del pelaje: negro tricolor, rojo mirlo, azul mirlo y rojo tricolor.

Los colores de estos pastores son el negro, el rojo (a veces llamado hígado), el azul mirlo (mármol negro y gris) y el rojo mirlo (rojo mármol y plata o beige). Cada uno de estos colores puede, a su vez, tener puntos de cobre y/o marcas blancas en varias combinaciones en la cara, el pecho y las patas. Un perro negro o rojo con el cobre y el ajuste blanco se llama tricolor o tri, un perro negro o rojo sin cobre se le llama bicolor blanco o bi. El blanco no deben aparecer en el cuerpo del perro desde el punto superior de la escápula hasta la cola. Las orejas deben estar cubiertas completamente de pelo y rodeadas de pigmentos ( color, excepto el blanco). También los ojos deben estar rodeados de color, incluyendo el borde de los párpados. El exceso de blanco da riesgo de sordera y ceguera.
El exceso de blanco en la cara y las orejas puede llevar un perro a un mayor riesgo de quemaduras solares y cáncer de piel posterior. La amplia variedad de combinaciones de color proviene de la interacción entre el color de un alelo, que es de color negro (B) dominante o rojo (b) recesivo, y el mirlo alelo dominante (M). Juntos, proporcionan cuatro aspectos/capas de color que pueden aparecer en cualquier combinación:
-Negro Tri, Color predominante del manto negro. Con manchas color fuego y/o marcas blancas en la cara, cuello, piernas, pecho, vientre. El negro sólido en perros es igualmente deseable como los que tienen tan (cobre) y/o blanco. Se le llama Tricolor por los tres colores de su manto de mayor a menor negro, blanco y cobre o fuego.
-Rojo Tri, Color predominante del manto rojo. Con manchas color fuego y/o marcas blancas en la cara, cuello, piernas, pecho, vientre. El rojo sólido en perros es igualmente deseable como los que tienen tan (cobre) y/o blanco. Se le llama Tricolor por los tres colores de su manto de mayor a menor rojo, blanco y cobre o fuego. 
-Blue Merle o Azul mirlo, Tienen un mosaico moteado de gris y negro, con o sin puntos de color cobre y/o marcas blancas en la cara, cuello, piernas, pecho, vientre. No se requiere de puntos blancos. Perros merle sólidos son igualmente deseables como los que tienen tan (cobre) y/o blanco. Si tienen color cobre se llamaran Blue merle tricolor, por los tres colores en su manto (merle, blanco y cobre).
-Red Merle o Rojo mirlo  Tienen un mosaico moteado de rojo y canela, con o sin puntos de color cobre y/o marcas blancas en la cara, cuello, piernas, pecho, vientre. No se requiere de puntos blancos. Perros merle sólidos son igualmente deseables como los que tienen tan (cobre) y/o blanco. Si tienen color cobre se llamaran Red merle tricolor, por los tres colores en su manto (merle, blanco y cobre).
El gen mirlo (merle), que produce una combinación o mezcla de mosaico y la luz a zonas oscuras, es el patrón de pelaje más comúnmente asociado con la raza. Este Merle (M) es dominante de manera que los perros afectados (Mm) muestran el patrón de pigmentación, sin embargo, cuando dos merles se crían, se corre el riesgo estadístico de que el 25 % de la descendencia acabará con las dos copias del gen mirlo (homocigotos). Estos perros suelen tener un abrigo en su mayoría blancos y lirios azules, y con frecuencia son sordos y/o ciegos. En este caso, la sordera y la ceguera están vinculados a tener dos copias del gen Merle, que interrumpe la pigmentación y produce estos defectos de la salud.
Todos los perros negro y azul mirlo tienen la nariz, el borde de los párpados y los labios negros. Todos los perros rojo mirlo y rojo tienen la nariz, el borde de los párpados y los labios color hígado o marrón.

### Ojos
Hay una gran variedad en el color de los ojos de los Aussies. Un apodo famoso para esta raza fue "perro de ojos fantasma". Los ojos pueden ser de cualquier color o tonalidad de color marrón o azul, pueden tener dos ojos de color diferente ( uno de cada color), o incluso tener un ojo bicolor (por ejemplo, un ojo la mitad castaño y la mitad azul), o incluso tener los dos ojos bicolor. Este fenómeno parece estar vinculado a la coloración Merle. Los Ojos Merle pueden tener arremolinados los 2 colores también y parecer un color amarmolado. Cualquier combinación de color de los ojos es aceptable en el estándar de la raza, siempre y cuando los ojos están sanos. En general los australianos negros (bicolor o tricolor) tienden a tener ojos marrones, mientras que el rojo (australianos bicolor o tricolor) tienden a tener ojos de color ámbar, aunque estos australianos podrán también llevar al gen de ojos azules.

### Cola
Una característica distintiva de la raza es la cola corta o amputada en los países donde la caudectomía se permite.  Algunos nacen con colas naturalmente cortas, otros con colas largas, y otros con media cola. Históricamente, los criadores han acoplado las colas cuando los cachorros nacen. Incluso sin ella, el movimiento del extremo trasero se sigue produciendo.
Los pastores australianos deben mantener la ausencia de cola por genética y apariencia natural, aunque es aceptable mostrarse en el "ring" de competencia de la raza con cola.

### Temperamento

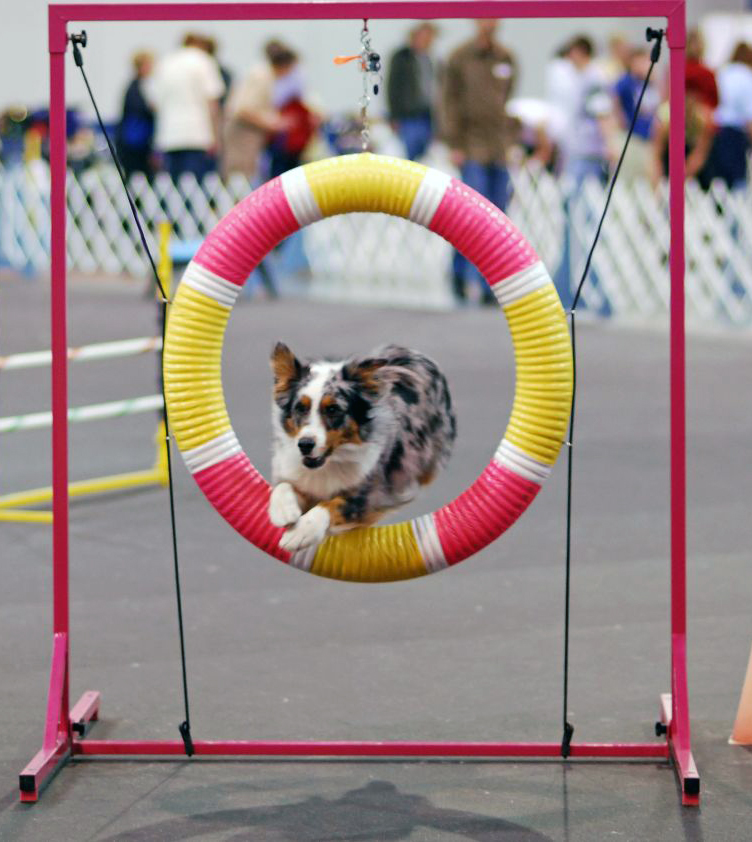
Pastor australiano en competición de agility.

La raza es enérgica y requiere de ejercicio. Disfruta del trabajo, si se trata de aprender y practicar trucos, que compitan en agilidad, o cualquier otra actividad física o mental.
Los perros con fuerte instinto de trabajo pueden volverse obsesivos o reactivos, habrá que educarlos para que con un simple "no" o una caricia, el perro entienda que el trabajo finalizó y está todo bien. Puede que algunos perros se guíen mucho por su instinto, y desde pequeños pastoreen a la gente incluso de su propia familia, habrá que educarlos para corregir la conducta. Es una raza desconfiada con personas extrañas y con otros perros puede haber una especie de choque con sus dientes, como aviso de que ese es su territorio. Pero al poco de  conocer a esas personas, son muy amigables.
Son amables, cariñosos y dedicados a las personas que ellos conocen. Son muy leales a sus dueños, y son perros gratificantes si se tratan bien. Debido a que la raza fue desarrollada para servir en el rancho, un trabajo que incluye el ser protector de su propiedad, se inclina a las advertencias sobre la actividad de las calles del barrio, pero no es un perro que ladre obsesivamente. De hecho, el perro solo ladra una o dos veces cuando hay un sonido al que él no está habituado, como un choque por ejemplo. Pero normalmente solo se ponen en estado alerta sentados con espalda recta o gacha dependiendo del perro, presentando gruñidos y una vista fija en el movimiento. 
El pastor australiano es inteligente, aprende rápido y le encanta jugar. Esto significa que un Aussie aburrido, descuidado, no ejercitado tiende a inventar sus propios juegos, actividades y puestos de trabajo, que para sus dueños podría parecer hiperactividad: por ejemplo, un australiano puede pasar de estar en reposo a correr a toda velocidad dando "vueltas" alrededor de la casa antes de volver a descansar. Sin algo para divertirse, los pastores australianos suelen inventar sus propias actividades, no significan que sean destructivos, pero si no quiere un perro que corre por la casa como loco, es aconsejable que descubra que tipo de juguete le gusta a su perro y ejercitarlo de forma frecuente. Todos tienen gustos diferentes. Si le da un juguete que no le gusta, lo más probable es que este siga haciendo lo que hacia antes. No son para gente sedentaria o que esperen tener al perro todo el día en el sofá. Los australianos actúan mejor con un montón de compañía humana: a menudo se les llaman "perros velcro" por su fuerte deseo de estar siempre cerca de sus propietarios y por su tendencia a formar lazos intensos, dedicados a las personas que elijan. Estudios recientes han demostrado también que los pastores trabajan bien con los niños con necesidades especiales y los bebés debido a su gran capacidad para entender órdenes y la paciencia que estos perros poseen.
El pastor australiano tiene fama de ser un perro muy inteligente de valores y versátil con una amplia gama de estilos de trabajo. En buen trabajo el Aussie es rápido, atento y fácil con sus acciones. La capacidad de la raza para adaptarse a la situación y pensar por sí misma hace que sea un excelente trabajador. Por esta razón, el australiano se elige a menudo para trabajar ganados inusuales tales como búfalos, patos, gansos y conejos criados para la venta. Pero con el tiempo, familias han adoptado a este perro como a uno más de la familia, ya que además de ser inteligente, cariñoso, buen guardián y rápido, estos perros son muy pacientes con niños pequeños y respetuosos con los adultos. También porque la gran mayoría no se pelea con otros perros.
Normalmente se aconsejaría que la persona o familia que lo adopte, tenga la energía para entretenerlo. Ya que si no se pueden sentir tristes y abandonados. Pero la verdad es que no es necesario que la persona/familia tenga todo el tiempo del día para entretenerlo, él solo necesita estar cerca de su/s amo/s para mantenerlo feliz. Aunque necesiten estar ejercitados física y mentalmente. Pueden estar adentro como afuera, ya que si se les enseña desde el principio a no subirse a sillones o a no hacer adentro del hogar, se puede tener al perro adentro toda la vida.
El pastor australiano es perfecto para llevar de viaje, ya que puede viajar a distancias muy largas, incluso con una diferencia de ocho horas (comprobado), también son ideales para ir a lugares sin rejas, ya que si el perro demuestra ser manso y fiel, se quedaran cerca de sus amos a toda hora, y si no lo hace, solo con llamarlo entenderá que debe regresar.
Los perros prosperan en las zonas rurales, como los ranchos de condiciones indicadas. Cuando está inquieto, a menudo trata como un "rebaño" a sus propietarios. Esto significa que puede que salte o gire alrededor, pero siempre con una buena intención.
Se debe saber que todos los perros tienen comportamientos diferentes según sus padres, el criador o incluso si solo viene en ellos. Unos pueden ser destructivos y otros muy pasivos, características que se notan a los tres meses. Si se quiere adoptar a un perro hay que asegurarse de que el cachorro sea tranquilo, pero que no se pase todo el tiempo en el piso durmiendo. Su comportamiento debe ser intermedio, que muerda pocas veces (es una actividad normal mientras no exagere), y también que después de su hora de juego, solo se eche y mueva la cola. Ese es el perro que debería considerar adoptar. Pero, naturalmente, depende de cada persona.

## Salud

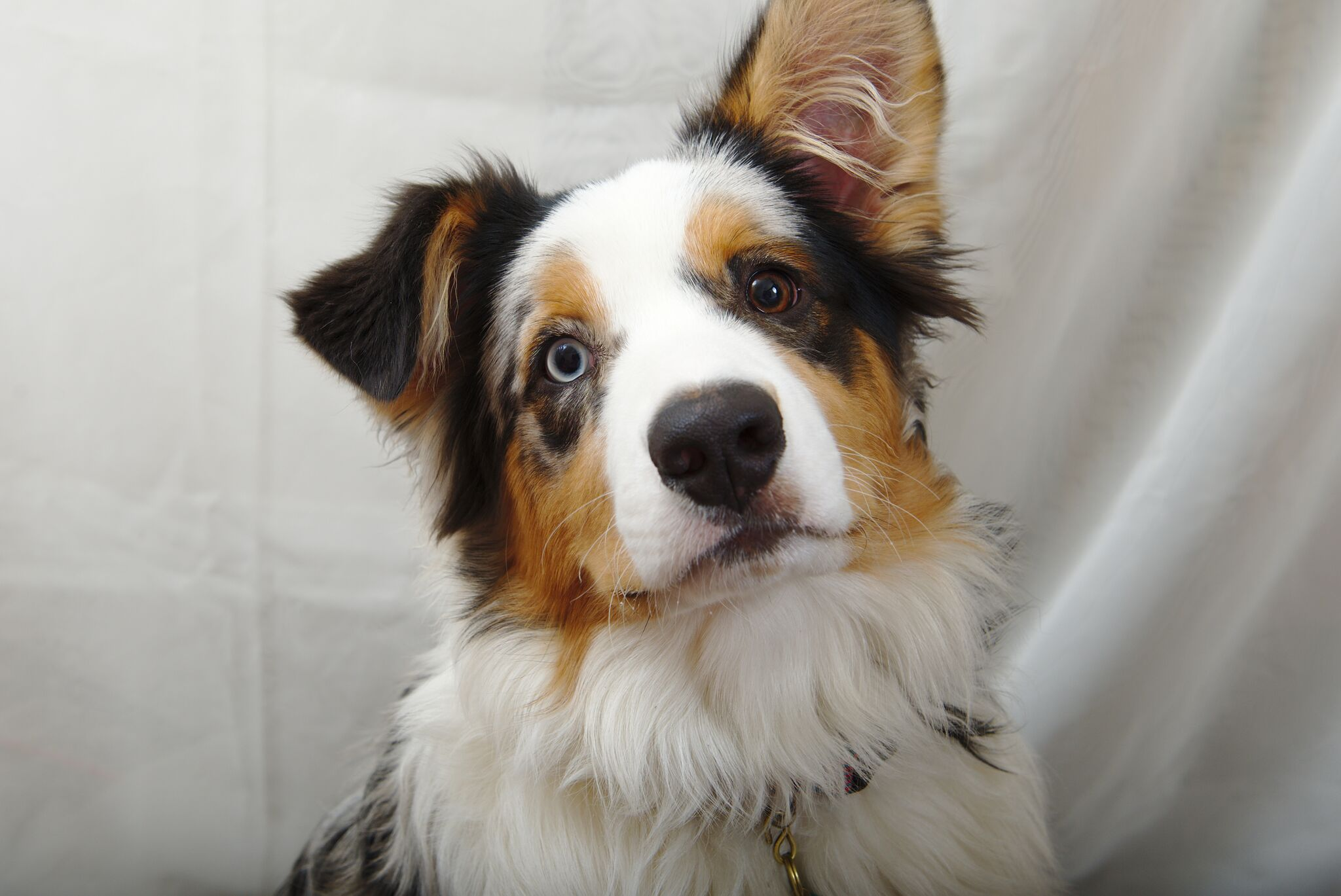
Cachorro de pastor australiano.

Los pastores australianos son generalmente una raza sana, pero pueden tener varios problemas de salud. Los problemas de visión son comunes y la epilepsia también es una preocupación. Los pastores australianos pueden desarrollar problemas de cadera. En la cría de merlé a merlé, los cachorros que han heredado dos copias del gen merle tienen un mayor riesgo de nacer ciegos o sordos. La esperanza de vida media de razas similares en tamaño a los pastores australianos es en su mayoría de entre once y trece años.
Los pastores australianos son propensos a la displasia de cadera. Este problema puede existir con o sin signos clínicos, lo que significa que algunos perros sienten dolor en una o ambas patas traseras.